# 亞爾卡拉伊奇尼河
亞爾卡拉伊奇尼河（烏克蘭語：Яр Караїчний），是烏克蘭東部的河流，屬於沃夫恰河的左支流。該河流經哈爾科夫州的丘胡伊夫區，河道全長18公里，流域面積70.8平方公里。